# 全国戦時労働委員会 (1942年設立)
1942年に設立された全国戦時労働委員会（ぜんこくせんじろうどういいんかい、英語 National War Labor Board）は、アメリカ合衆国政府が労働者と使用者の関係の調停・統制するための組織である。略称 NWLB、WLB。連邦戦時労働局、全国戦時労働局とも。
ウィルソンの前例（全国戦時労働委員会 (1918年設立)）に従って、フランクリン・ルーズベルトの1942年1月の大統領令により委員会が設立された。第二次世界大戦を背景にニューディール政策の一環として労働組合の活動やストライキを抑制し、生活費上昇を抑え経済安定化に貢献した。同委員会は男女の賃金平等原則を指示した。
1945年12月31日、ハリー・トルーマンの大統領令により廃止された。